# Leichtathletik-Länderkampf der Männer 1940 Ungarn – Deutschland
| 5. Leichtathletik-Länderkampf mit deutscher Beteiligung 1940 | 5. Leichtathletik-Länderkampf mit deutscher Beteiligung 1940 |                                       |
| ------------------------------------------------------------ | ------------------------------------------------------------ | ------------------------------------- |
|                                                              |                                                              |                                       |
| Ländervergleich der Männer: Ungarn – Deutschland             |                                                              |                                       |
| Austragungsort                                               | Budapest                                                     |                                       |
| Wettbewerbe                                                  | 19                                                           |                                       |
| Datum                                                        | 5./6. Oktober                                                |                                       |
| 1. GER 2. HUN                                                | 117 Punkte 080 Punkte                                        |                                       |
| Chronik                                                      |                                                              |                                       |
| ← ITA-GER (M)                                                | erster LK 1941:00 GER-SWE Geher (M) →                        | erster LK 1941:00 GER-SWE Geher (M) → |

Im fünften und letzten Vergleich des Länderkampfjahres 1940 trafen die deutschen Männer auf Ungarn. Spät in der Saison am 5./6. Oktober wurde die Begegnung in der ungarischen Hauptstadt Budapest ausgetragen. Es war das zweite Aufeinandertreffen der beiden Länder. Das erste lag schon fünfzehn Jahre zurück und hatte stattgefunden im Rahmen eines Fünf-Länderkampfs 1925 zwischen Österreich, Deutschland, Jugoslawien, der Tschechoslowakei und Ungarn. Deutschland hatte damals knapp vor Ungarn gewonnen.

## Wettbewerbe und Modus
Ausgetragen wurde ein ausführliches Länderkampfprogramm mit neunzehn Wettbewerben verteilt auf zwei Veranstaltungstage. Die Wertung in den Einzeldisziplinen entsprach im Aufeinandertreffen 1940 dem Standard. In den Staffeln wurden vier zu eins Punkte vergeben.

## Ergebnis
Von den Laufwettbewerben gingen die Rennen über 10.000 Meter und 110 Meter Hürden an Ungarn, die restlichen neun einschließlich der Staffeln an Deutschland. Im technischen Bereich gewann Ungarn den Hoch-, Weit- und Stabhochsprung. Den Dreisprung als letzten Sprungwettbewerbe sowie die vier Stoß-/Wurfdisziplinen entschieden Deutschlands Leichtathleten für sich. So lag Deutschland am Ende mit 117 zu 80 Punkten vorn.

## Legende
Kurze Übersicht zur Bedeutung der Symbolik – so üblicherweise auch in sonstigen Veröffentlichungen verwendet:
| k. A. | keine Angabe |

## Resultate

### 100 m
| Platz | Athlet             | Land | Zeit (s) |
| ----- | ------------------ | ---- | -------- |
| 1     | Harald Mellerowicz | GER  | 10,5     |
| 2     | Miklós Korompay    | HUN  | 10,7     |
| 3     | Gyula Gyenes       | HUN  | 10,7     |
| 4     | Manfred Kersch     | GER  | 10,8     |

Datum: 5. Oktober

### 200 m
| Platz | Athlet             | Land | Zeit (s) |
| ----- | ------------------ | ---- | -------- |
| 1     | Harald Mellerowicz | GER  | 21,8     |
| 2     | Sándor             | HUN  | 22,0     |
| 3     | Willi Bönecke      | GER  | 22,2     |
| 4     | Gyula Gyenes       | HUN  | 22,3     |

Datum: 6. Oktober

### 400 m
| Platz | Athlet        | Land | Zeit (s) |
| ----- | ------------- | ---- | -------- |
| 1     | Rudolf Harbig | GER  | 48,0     |
| 2     | Fritz Ahrens  | GER  | 49,3     |
| 3     | Jenő Polgár   | HUN  | 49,6     |
| 4     | József Góby   | HUN  | 49,6     |

Datum: 5. Oktober

### 800 m
| Platz | Athlet           | Land | Zeit (min) |
| ----- | ---------------- | ---- | ---------- |
| 1     | Rudolf Harbig    | GER  | 1:51,7     |
| 2     | Hans Brandscheit | GER  | 1:52,2     |
| 3     | Miklós Szabó     | HUN  | 1:53,8     |
| 4     | Gusztáv Harsányi | HUN  | 1:54,4     |

Datum: 6. Oktober

### 1500 m
| Platz | Athlet           | Land | Zeit (min) |
| ----- | ---------------- | ---- | ---------- |
| 1     | Ludwig Kaindl    | GER  | 3:53,8     |
| 2     | Miklós Szabó     | HUN  | 3:54,2     |
| 3     | Dieter Giesen    | GER  | 3:59,6     |
| 4     | Gusztáv Harsányi | HUN  | 4:01,6     |

Datum: 5. Oktober

### 5000 m
| Platz | Athlet           | Land | Zeit (min) |
| ----- | ---------------- | ---- | ---------- |
| 1     | Otto Eitel       | GER  | 14:42,1    |
| 2     | Hermann Eberlein | GER  | 14:43,6    |
| 3     | János Kelen      | HUN  | 14:46,8    |
| 4     | Jenő Szilágyi    | HUN  | 14:49,2    |

Datum: 6. Oktober

### 10.000 m
| Platz | Athlet         | Land | Zeit (min) |
| ----- | -------------- | ---- | ---------- |
| 1     | János Kelen    | HUN  | 30:23,6    |
| 2     | Toni Haushofer | GER  | 30:58,8    |
| 3     | Béla Németh    | HUN  | 31:06,6    |
| 4     | Josef Legge    | GER  | 32:05.8    |

Datum: 5. Oktober

### 110 m Hürden
| Platz | Athlet          | Land | Zeit (s) |
| ----- | --------------- | ---- | -------- |
| 1     | Endre Szabó     | HUN  | 15,4     |
| 2     | Ernst Becker    | GER  | 15,5     |
| 3     | Pál Nádasdy     | HUN  | 15,8     |
| 4     | Karl Neckermann | GER  | k. A.    |

Datum: 5. Oktober

### 400 m Hürden
| Platz | Athlet                    | Land | Zeit (s) |
| ----- | ------------------------- | ---- | -------- |
| 1     | Friedrich-Wilhelm Hölling | GER  | 54,9     |
| 2     | Max Mayr                  | GER  | 55,3     |
| 3     | Pál Nádasdy               | HUN  | 57,6     |
| 4     | Jenő Polgár               | HUN  | k. A.    |

Datum: 6. Oktober

### 4 × 100 m Staffel
| Platz | Besetzung       | Land                                                              | Zeit (s) |
| ----- | --------------- | ----------------------------------------------------------------- | -------- |
| 1     | Deutsches Reich | Jakob Scheuring Harald Mellerowicz Karl Neckermann Manfred Kersch | 41,8     |
| 2     | Ungarn          | Ferenc Szigetvári Miklós Korompay Sándor Gyula Gyenes             | 42,1     |

Datum: 5. Oktober

### 4 × 400 m Staffel
| Platz | Besetzung       | Land                                                   | Zeit (min) |
| ----- | --------------- | ------------------------------------------------------ | ---------- |
| 1     | Deutsches Reich | Fritz Ahrens Cuno Wieland Erich Linnhoff Rudolf Harbig | 3:14,2     |
| 2     | Ungarn          |                                                        | 3:19,2     |

Datum: 6. Oktober

### Hochsprung
| Platz | Athlet         | Land | Höhe (m) |
| ----- | -------------- | ---- | -------- |
| 1     | János Cserna   | HUN  | 1,90     |
| 2     | Hermann Nacke  | GER  | 1,85     |
| 3     | Horst Schlegel | GER  | 1,85     |
| 4     | József Gáspár  | HUN  | 1,85     |

Datum: 5. Oktober

### Stabhochsprung
| Platz | Athlet            | Land | Höhe (m) |
| ----- | ----------------- | ---- | -------- |
| 1     | Ferenc Kovács     | HUN  | 4,00     |
| 2     | Josef Haunzwickel | GER  | 3,90     |
| 3     | Rudolf Glötzner   | GER  | 3,90     |
| 4     | Viktor Zsuffka    | HUN  | 3,80     |

Datum: 6. Oktober

### Weitsprung
| Platz | Athlet          | Land | Weite (m) |
| ----- | --------------- | ---- | --------- |
| 1     | István Gyuricza | HUN  | 7,18      |
| 2     | Vilmos Vermes   | HUN  | 7,17      |
| 3     | Rudolf Glötzner | GER  | 6,95      |
| 4     | Günter König    | GER  | 6,85      |

Datum: 5. Oktober

### Dreisprung
| Platz | Athlet          | Land | Weite (m) |
| ----- | --------------- | ---- | --------- |
| 1     | Günther Honolka | GER  | 14,60     |
| 2     | Lajos Somló     | HUN  | 14,57     |
| 3     | Heinz Munding   | GER  | 14,43     |
| 4     | Géza Dusnoki    | HUN  | 13,77     |

Datum: 5. Oktober

### Kugelstoßen
| Platz | Athlet          | Land | Weite (m) |
| ----- | --------------- | ---- | --------- |
| 1     | Heinrich Trippe | GER  | 16,15     |
| 2     | Hans Woellke    | GER  | 15,66     |
| 3     | József Darányi  | HUN  | 14,54     |
| 4     | Ernő Németh     | HUN  | 14,40     |

Datum: 5. Oktober

### Diskuswurf
| Platz | Athlet          | Land | Weite (m) |
| ----- | --------------- | ---- | --------- |
| 1     | Johann Wotapek  | GER  | 49,88     |
| 2     | Jenő Kulitzy    | HUN  | 48,18     |
| 3     | Vilmos Horváth  | HUN  | 48,18     |
| 4     | Heinrich Trippe | GER  | 46,89     |

Datum: 6. Oktober

### Hammerwurf
| Platz | Athlet      | Land | Weite (m) |
| ----- | ----------- | ---- | --------- |
| 1     | Karl Storch | GER  | 57,05     |
| 2     | Erwin Blask | GER  | 50,90     |
| 3     | György Bíró | HUN  | 46,10     |
| 4     | Béla Rácz   | HUN  | 43,71     |

Datum: 5. Oktober

### Speerwurf
| Platz | Athlet          | Land | Weite (m) |
| ----- | --------------- | ---- | --------- |
| 1     | Herbert Loose   | GER  | 66,07     |
| 2     | József Várszegi | HUN  | 64,58     |
| 3     | Erwin Pektor    | GER  | 61,15     |
| 4     | Gyula Rákhely   | HUN  | 60,78     |

Datum: 6. Oktober